# Naigahelp
Die Naigahelp – Organisation für Afrikahilfe (gesprochen nai-dscha-help) ist eine medizinische Hilfsorganisation, die vorwiegend in Westafrika am Aufbau der Basisversorgung beteiligt ist.
Die Organisation entwickelte sich zu einer Versorgungsquelle für die South West Region um die Stadt Buea in Kamerun.

## Entstehungsgeschichte

### Vorgeschichte
Die Organisation ist aus einem lockeren Bund von Schülern und Studenten hervorgegangen, die sich für die Beseitigung von Missständen in Entwicklungsländern einsetzen wollten. Durch kleine Spendenkampagnen und Aufklärungsveranstaltungen für andere Hilfsorganisationen sollte für Projekte wie Kinderpatenschaften und die Behandlung von Noma geworben werden.

### Gründung
Während eines Aufenthalts als Assistenten in einem kamerunischen Krankenhaus erlebten die späteren Gründer von Naigahelp das Schlüsselereignis, welches sie – laut eigener Angaben – zu der Vereinsgründung bewegt hat. Ein Mädchen aus einem Dorf nahe Buea war mit einer Verletzung in das Krankenhaus gekommen, ursprünglich nur, um einen Verband zu kaufen. Wegen der schlechten hygienischen Bedingungen infizierte sich die Wunde allerdings. Damals war es gängige Praxis in den Krankenhäusern, jeden Tag ein sogenanntes „Wound dressing“ durchzuführen, in dessen Rahmen die gesamte Wunde mit dem Desinfektionsmittel Betadine ausgewaschen und mit Tüchern gereinigt wird. Allerdings können bei dieser Praxis die normalen Wundheilungsprozesse nur eingeschränkt stattfinden, da die Wunde jeden Tag aufs Neue geöffnet wird. Die junge Patientin erkrankte infolge dieser Fehlbehandlung an einer Sepsis; im Verlauf breiteten sich Abszesse u. a. am linken Fuß aus, welcher daraufhin amputiert werden sollte. Obwohl die Behandlungsmethode schon längere Zeit von den jungen Assistenten angezweifelt worden war, brachte erst ein aus Yaoundé einberufener Chefarzt die endgültige Wendung: Durch gezieltes Säubern aller Abszesse mit desinfiziertem Wasser (in Europa übliche Drainage) und die Gabe starker Antibiotika konnte das Mädchen gerade noch gerettet werden.
Vor diesem Hintergrund beschlossen die zukünftigen Gründer, ein eigenes Versorgungsnetzwerk aufzubauen, welches nicht nur Materialien nach Afrika liefern, sondern auch den einheimischen Ärzten und Pflegern die Möglichkeit zur Fortbildung bieten sollte. Intention war dabei in erster Linie, fatale Fehler – wie im beschriebenen Fall – zukünftig zu verhindern. Der Name Naigahelp entstand in Anlehnung an den in Nigeria verbreiteten Nickname Naija. 
Beim Aufbau stützten sich die Gründer vor allem auf einheimische Ärzte; Mitte 2011 begann die koordinierte Partnerschaft zwischen der Organisation und verschiedenen Krankenhäusern und Gesundheitszentren. Seither wurden einige Lieferungen mit medizinischem Material wie Ultraschallgeräten, aber auch Aufklärungskampagnen über verbreitete Krankheiten wie HIV/Aids durchgeführt. 

## Organisation

### Struktur
Als Verein ist Naigahelp dezentral organisiert. Der Vorstand, der seinen Sitz in Freiburg im Breisgau hat, koordiniert die Versendung der Hilfsgüter an die einzelnen Einsatzprojekte. In Kamerun selbst werden die Materialien von lokalen Mitarbeitern in Empfang genommen, um sie gemäß den Vorgaben zu verteilen. Ein wichtiger Grundsatz ist die ständige Abstimmung der Projekte auf aktuelle Bedürfnisse der Bevölkerung. Die finanziellen Mittel werden in erster Linie durch private Spender erbracht, welche durch Werbekampagnen (z. B. durch Ansprechen auf der Straße) auf die Projekte aufmerksam gemacht werden.

### Einsatzorte
Haupteinsatzgebiet ist die South West Region in Kamerun, wo einige Krankenhäuser und Gesundheitszentren unterstützt werden. Diese Gegend zählt innerhalb Kameruns zu den weiter entwickelten, sodass bereits ein ausreichendes Straßennetz vorhanden und die Stromversorgung weitgehend sichergestellt ist. Der schlecht ausgebaute Gesundheitssektor ist somit das größte Hindernis der Bevölkerung zu einem angenehmeren Leben. Verkehrsunfälle sind häufig und meist auch schwerwiegender als in Deutschland, da keine Notfallversorgung vorhanden ist. Die Krankenhäuser, mit denen Naigahelp zusammenarbeitet, verteilen die gespendeten Medikamente kostenlos an die Patienten.

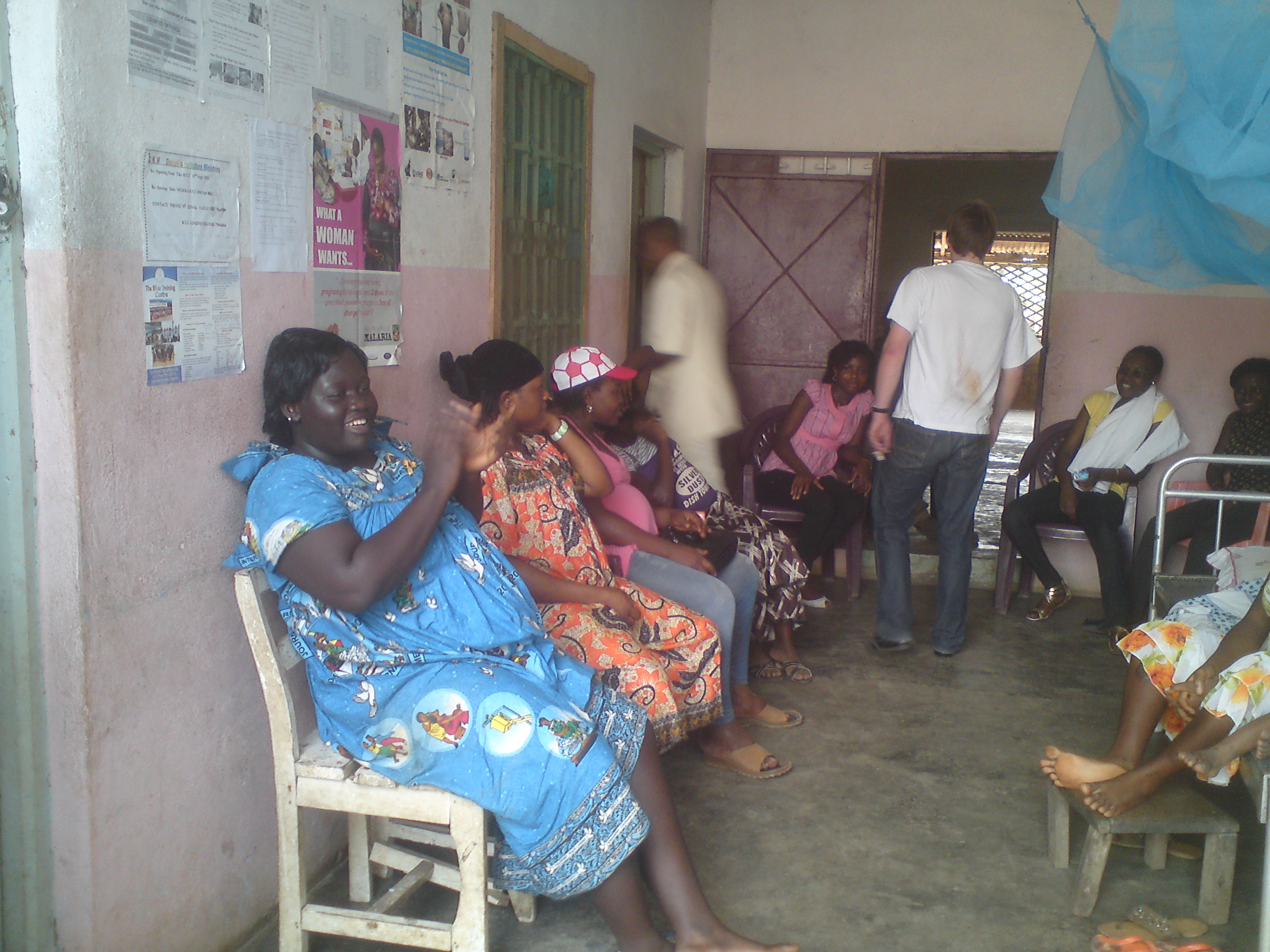
Eine Aufklärungsveranstaltung von Naigahelp

In Nigeria beteiligt sich die Organisation an landesweiten Bildungsmissionen, die Interesse für medizinische und wissenschaftliche Tätigkeiten bei Jugendlichen wecken sollen. Im Rahmen von Aufklärungs- und Choachingseminaren haben Naigahelp-Mitarbeiter Schulen u. a. in den Bundesstaaten Niger, Taraba, Adamawa und Kaduna besucht.

### Freiwilligendienst

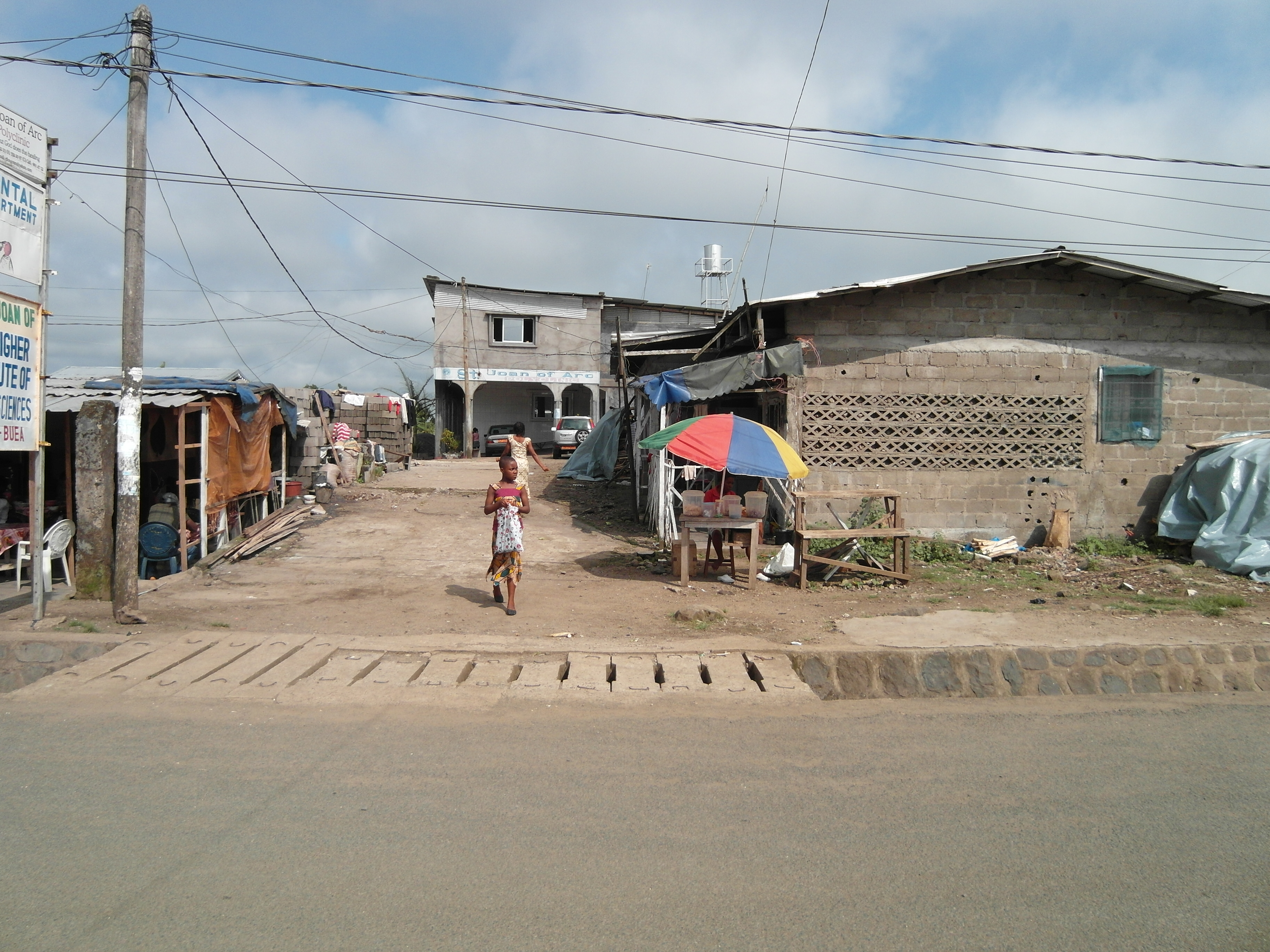
Das St. Joan of Arc Higher Institute of Medical Sciences, Buea

Naigahelp bietet auch die Möglichkeit, als Volontär (z. B. im Rahmen eines Freiwilligen Sozialen Jahres) an Projekten mitzuarbeiten. Dabei kooperiert die Organisation auch mit nicht primär medizinischen Einrichtungen wie Kinderheimen oder Projekten im Naturschutzbereich. Es wird u. a. damit geworben, dass durch die direkte Vermittlung die anfallenden Kosten besonders niedrig (teilweise unter 800 Euro) seien. Dies ist im Vergleich tatsächlich sehr günstig, allerdings sollte bei der Entscheidung für einen solchen Dienst (wenn er ein ganzes Jahr dauern soll) auch das weltwärts-Programm des Bundesministeriums für wirtschaftliche Zusammenarbeit und Entwicklung in Betracht gezogen werden, welches vollständig gesponsert wird.

## Aktuelle Einsätze
Im Januar 2012 wurde eine größere Lieferung von Operationsmaterial und medizinischen Diagnosegeräten an das St. Joan of Arc Higher Institute of Medical Sciences in Buea gespendet. Damit verbunden hat Naigahelp eine Kampagne zur Aufklärung der Bevölkerung über Wurmerkrankungen durchgeführt.
Anfang 2013 hat die Organisation in Zusammenarbeit mit dem „Centre for the Gifted in Science“ eine Bildungsmission in Nigeria organisiert, bei der in Schulen Seminare abgehalten wurden. Die Schüler wurden über Möglichkeiten aufgeklärt, sich – trotz oft schwieriger Lebensumstände – mit ihren eigenen Ideen und Interessen auseinanderzusetzen. 